# Tehuana (vestit)
|  | Per a altres significats, vegeu «Tehuana calzadae». |

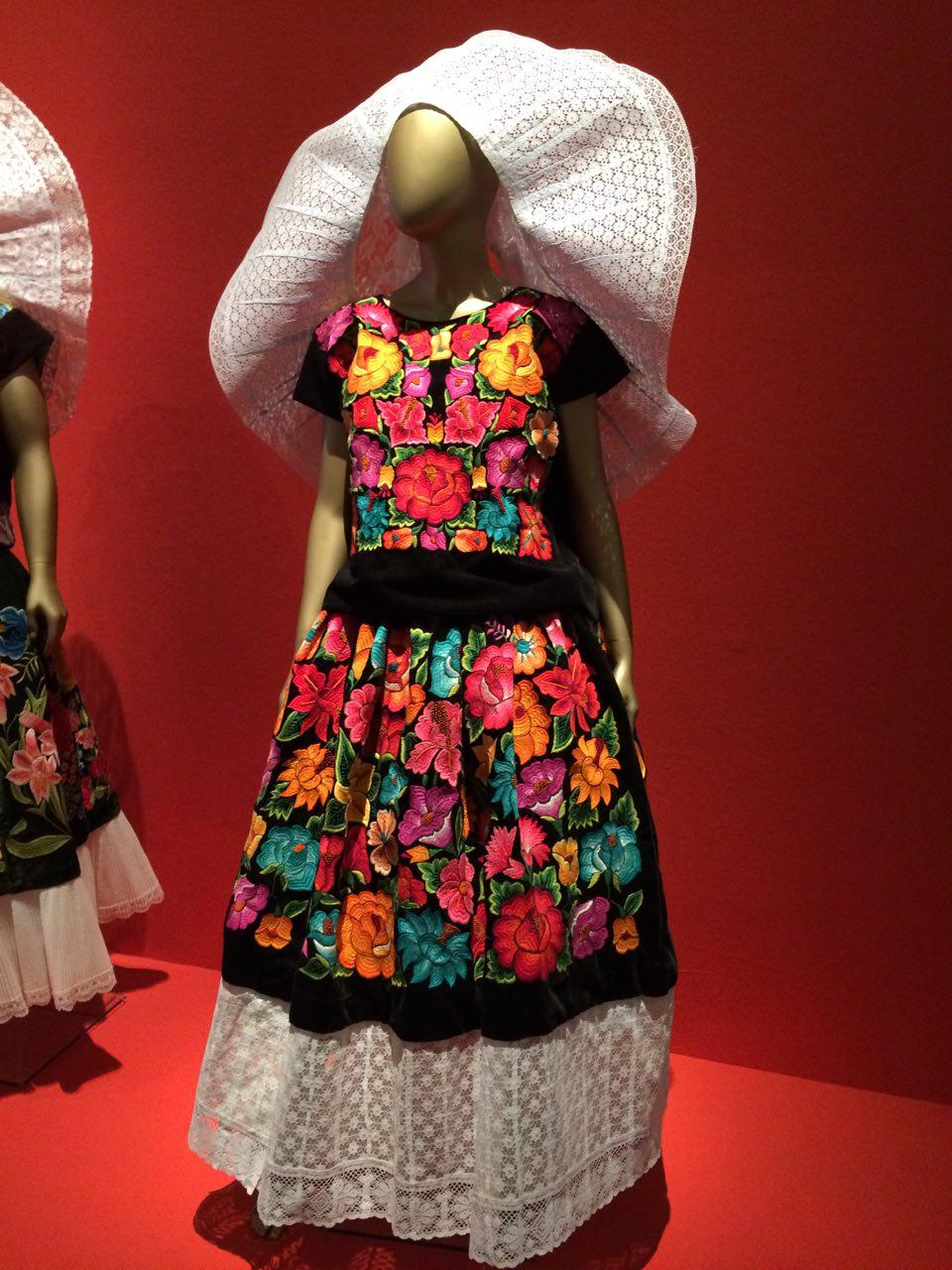
Imatge d'un vestit tradicional de l'ètnia Zapoteca (Mèxic).

El tehuana és un vestit tradicional de l'ètnia zapoteca, a Tehuantepec, Mèxic.
Entre els vestits regionals mexicans, un dels més coneguts i admirats pel món sencer, és sens dubte el de les dones de l'ètnia zapoteca que viuen a l'Istme de Tehuantepec. Aquest neix a Tehuantepec, Oaxaca. Els tehuanes i juchiteques el fan servir, sobretot, en les seves festes civils i religioses, per això es diu que és un vestit viu. D'aquesta manera, la seva vigència és innegable, tot i que ha sofert nombroses modificacions al llarg dels anys.
La indumentària de la tehuana és un important tema d'estudi en l'àmbit de les humanitats, perquè és susceptible de profundes observacions a partir de la història, la literatura, l'art i la filosofia.
El vestit regional de tehuana està integrat per 2 peces, la brusa anomenada huipil i la faldilla. Les dues peces van brodades i el tema general són les flors de diversos colors i tipus, la tela sobre la qual es broda pot ser setí, vellut o ambdues. El vestit de tehuana per a núvia és de dues peces, generalment la tela és setí blanc i el brodat és també blanc, representant flors, la joieria està elaborada amb monedes i cadenes d'or. L'istme de Tehuantepec és una regió d'Oaxaca, Chiapas, Tabasco i Veracruz formada per diverses poblacions com: Tehuantepec, Juchitán, Sant Blai Atempa, Salina Creu, Ixtepec, Tuxtepec, Sant Mateu del Mar, Santa Maria Xadani, entre d'altres. En aquest context el vestit de tehuana presenta lleugeres variacions locals, amb accents diferents en el disseny segons el lloc.
Encara que el vestit de gala és brodat en setí o vellut, la vestimenta diària és un huipil amb brodat senzill i faldilla sense brodat o un brodat senzill. Hi ha diferents tipus de brodats el que fa que el vestit de gala sigui sempre únic: no hi ha dos vestits iguals.
Una dona famosa que va difondre el vestit de tehuana va ser Frida Kahlo.